# بیل هرست (بازیکن فوتبال)
بیل هرست (انگلیسی: Bill Hurst؛ ۴ مارس ۱۹۲۱ – September 2005 (age 84)) بازیکن فوتبال اهل بریتانیا بود.
از باشگاه‌هایی که در آن بازی کرده‌است می‌توان به باشگاه فوتبال بری، باشگاه فوتبال نلسون، باشگاه فوتبال پلیموث آرگیل، باشگاه فوتبال نورتویچ ویکتوریا، و باشگاه فوتبال برنلی اشاره کرد.